# Giro d'Italia 1981
64. ročník cyklistického závodu Giro d'Italia se konal mezi 13. květnem a 7. červnem 1981. Vítězem se stal Ital Giovanni Battaglin, jenž dříve v sezóně vyhrál Vueltu a España. Stal se tak teprve druhým jezdcem v historii, který vyhrál Giro d'Italia a Vueltu a España v jeden rok. Před ním se to podařilo pouze Eddymu Merckxovi v roce 1973.
Vítězem bodovací soutěže se stal Ital Giuseppe Saronni (Gis Gelati–Campagnolo), nejlepší vrchař byl Claudio Bortolotto (Santini–Selle Italia) a nejlepším mladým jezdcem se stal Giuseppe Faraca (Hoonved–Bottecchia). Tým Bianchi–Piaggio vyhrál obě týmové soutěže, podle času i bodovací.

## Týmy
Gira d'Italia 1981 se zúčastnilo celkem 13 týmů. Každý tým poslal na start 10 jezdců, celkem tedy odstartovalo 130 jezdců. Do cíle ve Veroně dojelo 104 jezdců.
Týmy, které se zúčastnily závodu, byly:
- Bianchi–Piaggio
- Cilo–Aufina
- Famcucine–Campagnolo
- Gemeaz Cusin–Zor–Helios
- Gis Gelati–Campagnolo
- Hoonved–Bottecchia
- Inoxpran
- Kotter's–G.B.C.
- Magniflex–Olmo
- Safir–Galli–Maillard
- Sammontana–Benotto
- Santini–Selle Italia
- Selle San Marco–Gabrielli

## Trasa a etapy

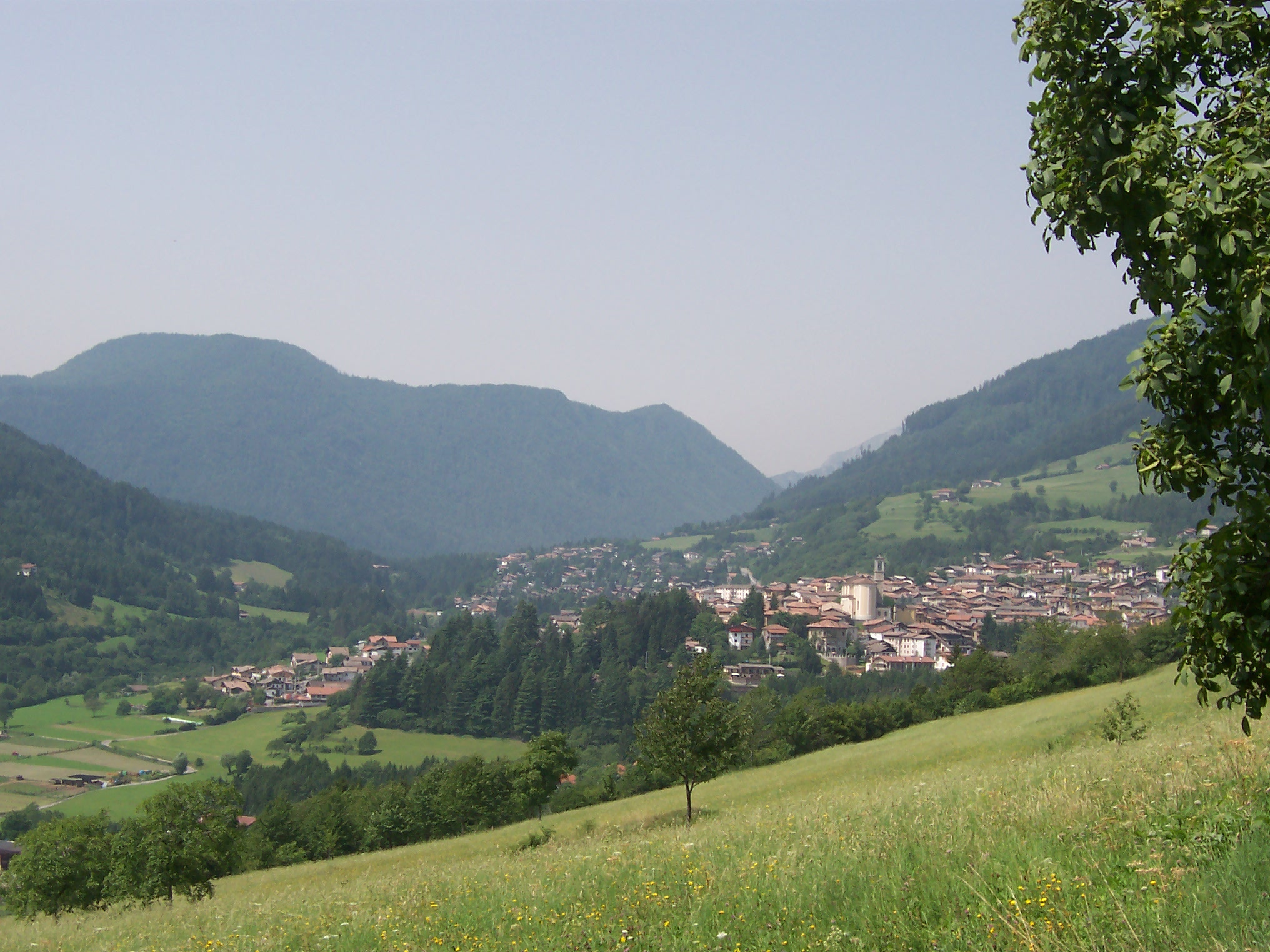
Borno hostilo cíl sedmnácté etapy.

Trasa Gira d'Italia 1981 byla odhalena hlavním organizátorem Vincenzem Torrianim 21. února 1981. Trasa dlouhá 3 895,6 km (2 420,6 mi) zahrnovala 4 časovky (tři individuální a jedna týmová) a 10 etap s hodnocenými stoupáními, na nichž bylo možné získat body do vrchařské soutěže. Dvě z těchto deseti etap mělo vrcholový dojezd: 17. etapa do Borna a 20. etapa do Tre Cime di Lavaredo. Organizátoři se rozhodli zahrnout 3 dny odpočinku. Ve srovnání s předchozím ročníkem byl závod o 129,4 km (80 mi) kratší a zahrnoval o jednu časovku navíc. Také zahrnoval o jednu půlenou etapu navíc.
| Etapa | Datum         | Trasa                                         | Vzdálenost            | Typ                   | Typ                   | Vítěz                          |                       |
| ----- | ------------- | --------------------------------------------- | --------------------- | --------------------- | --------------------- | ------------------------------ | --------------------- |
| P     | 13. května    | Terst                                         | 6,6 km (4 mi)         |                       | Individuální časovka  | Knut Knudsen (NOR)             |                       |
| 1a    | 14. května    | Trieste - Bibione                             | 100 km (62 mi)        |                       | Rovinatá etapa        | Guido Bontempi (ITA)           |                       |
| 1b    | 14. května    | Lignano Sabbiadoro - Bibione                  | 15 km (9 mi)          |                       | Týmová časovka        | Hoonved-Bottecchia             |                       |
| 2     | 15. května    | Bibione - Ferrara                             | 211 km (131 mi)       |                       | Rovinatá etapa        | Paolo Rosola (ITA)             |                       |
| 3     | 16. května    | Bologna - Recanati                            | 255 km (158 mi)       |                       | Rovinatá etapa        | Giuseppe Saronni (ITA)         |                       |
|       | 17 May        | Den odpočinku                                 | Den odpočinku         | Den odpočinku         | Den odpočinku         | Den odpočinku                  | Den odpočinku         |
| 4     | 18. května    | Recanati - Lanciano                           | 214 km (133 mi)       |                       | Rovinatá etapa        | Mario Beccia (ITA)             |                       |
| 5     | 19. května    | Marina di San Vito - Rodi Garganico           | 180 km (112 mi)       |                       | Rovinatá etapa        | Giuseppe Saronni (ITA)         |                       |
| 6     | 20. května    | Rodi Garganico - Bari                         | 225 km (140 mi)       |                       | Rovinatá etapa        | Giuseppe Saronni (ITA)         |                       |
| 7     | 21. května    | Bari - Potenza                                | 143 km (89 mi)        |                       | Horská etapa          | Palmiro Masciarelli (ITA)      |                       |
| 8     | 22. května    | Sala Consilina - Cosenza                      | 202 km (126 mi)       |                       | Horská etapa          | Moreno Argentin (ITA)          |                       |
| 9     | 23. května    | Cosenza - Reggio Calabria                     | 231 km (144 mi)       |                       | Horská etapa          | Serge Parsani (ITA)            |                       |
|       | 24. května    | Den odpočinku                                 | Den odpočinku         | Den odpočinku         | Den odpočinku         | Den odpočinku                  | Den odpočinku         |
| 10    | 25. května    | Řim - Cascia                                  | 166 km (103 mi)       |                       | Horská etapa          | Gianbattista Baronchelli (ITA) |                       |
| 11    | 26. května    | Cascia - Arezzo                               | 199 km (124 mi)       |                       | Rovinatá etapa        | Giovanni Renosto (ITA)         |                       |
| 12    | 27. května    | Arezzo - Livorno Montenero                    | 224 km (139 mi)       |                       | Rovinatá etapa        | Moreno Argentin (ITA)          |                       |
| 13    | 28. května    | Empoli - Montecatini Terme                    | 35 km (22 mi)         |                       | Individuální časovka  | Knut Knudsen (NOR)             |                       |
| 14    | 29. května    | Montecatini Terme - Salsomaggiore Terme       | 224 km (139 mi)       |                       | Horská etapa          | Francesco Moser (ITA)          |                       |
| 15    | 30. května    | Salsomaggiore Terme - Pavia                   | 198 km (123 mi)       |                       | Horská etapa          | Daniel Gisiger (SUI)           |                       |
| 16    | 31. května    | Milan - Mantua                                | 178 km (111 mi)       |                       | Rovinatá etapa        | Claudio Torelli (ITA)          |                       |
| 17    | 1. června     | Mantua - Borno                                | 215 km (134 mi)       |                       | Horská etapa          | Benedetto Patellaro (ITA)      |                       |
| 18    | 2 June        | Borno - Dimaro                                | 127 km (79 mi)        |                       | Horská etapa          | Miguel María Lasa (ESP)        |                       |
|       | 3. června     | Den odpočinku                                 | Den odpočinku         | Den odpočinku         | Den odpočinku         | Den odpočinku                  | Den odpočinku         |
| 19    | 4. června     | Dimaro - San Vigilio di Marebbe               | 208 km (129 mi)       |                       | Horská etapa          | Giovanni Battaglin (ITA)       |                       |
| 20    | 5. června     | San Vigilio di Marebbe - Tre Cime di Lavaredo | 100 km (62 mi)        |                       | Horská etapa          | Beat Breu (SUI)                |                       |
| 21    | 6. června     | Auronzo di Cadore - Arzignano                 | 197 km (122 mi)       |                       | Rovinatá etapa        | Pierino Gavazzi (ITA)          |                       |
| 22    | 7. června     | Soave - Verona                                | 42 km (26 mi)         |                       | Individuální časovka  | Knut Knudsen (NOR)             |                       |
|       | Celková délka | Celková délka                                 | 3 895,6 km (2 421 mi) | 3 895,6 km (2 421 mi) | 3 895,6 km (2 421 mi) | 3 895,6 km (2 421 mi)          | 3 895,6 km (2 421 mi) |

## Průběžné pořadí

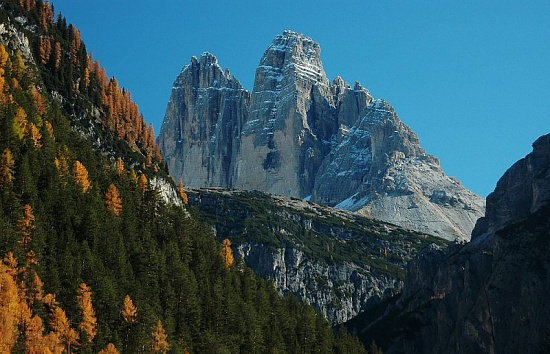
Tre Cime di Lavaredo bylo Cima Coppi Gira d'Italia 1981.

Během Gira d'Italia byly nošeny čtyři různé dresy. Lídr celkového pořadí, kalkulovaného sčítáním časů dojezdů jednotlivých jezdců a přidáváním časových bonusům prvním 3 jezdcům v cíli etapy s hromadným startem, nosil růžobý dres. Časové bonusy na Giru 1981 byly 30 sekund za první, 20 sekund za druhé a 10 sekund za třetí místo v etapě. Tato soutěž je nejdůležitější a její vítěz je považován za celkového vítěze závodu.
Lídr bodovací soutěže, jenž nosil fialový dres, byl určován podle počtu získaných bodů v této soutěži. Tyto body bylo možné získat za dojezd v první patnáctce etapy, nebo na sprinterských prémiích. Lídr vrchařské soutěže nosil zelený dres. V této klasifikaci byly body udělovány za dosažení vrcholu hodnoceného stoupání před ostatními cyklisty. Každé stoupání bylo hodnoceno jako první, druhé, nebo třetí kategorie, s více dostupnými body na stoupáních vyšší kategorie.Cima Coppi, nejvyšší bod trasy, byla speciální prémie, na níž bylo možné získat více bodů než na jiných stoupáních první kategorie.Cima Coppi tohoto ročníku bylo stoupání Tre Cime di Lavaredo. První jezdec, který se dostal na Tre Cime di Lavaredo byl Švýcar Beat Breu. Bílý dres byl udělován lídrovi soutěže mladých jezdců, což byla soutěž posuzovaná stejným způsobem jako celkové pořadí, ale mohli se jí zúčastnit pouze neo-profesionálové (jezdci se třemi profesionálními sezónami a méně).
Existovala zde také soutěž týmů. Vždy po konci etapy byly přidány časy třech nejlepších jezdců týmu a tým s nejlepším výsledným časem vedl celou soutěž. Společně s touto soutěží byla také bodovací soutěž týmů; tu vedl tým s nejvyšším počtem bodů.
| Etapa          | Vítěz                    | Celkové pořadí ·   | Bodovací soutěž ·  | Vrchařská soutěž · | Soutěž mladých jezdců | Soutěž týmů          |
| -------------- | ------------------------ | ------------------ | ------------------ | ------------------ | --------------------- | -------------------- |
| P              | Knut Knudsen             | Knut Knudsen       | Knut Knudsen       | neuděleno          | ?                     | neuděleno            |
| 1a             | Guido Bontempi           | Guido Bontempi     | Giovanni Mantovani | neuděleno          | ?                     | neuděleno            |
| 1b             | Hoonved-Bottecchia       | Francesco Moser    | Giovanni Mantovani | neuděleno          | ?                     | Hoonved-Bottecchia   |
| 2              | Paolo Rosola             | Gregor Braun       | Giovanni Mantovani | neuděleno          | ?                     | Famcucine-Campagnolo |
| 3              | Giuseppe Saronni         | Francesco Moser    | Giovanni Mantovani | neuděleno          | ?                     | Famcucine-Campagnolo |
| 4              | Mario Beccia             | Francesco Moser    | Giovanni Mantovani | neuděleno          | ?                     | Hoonved-Bottecchia   |
| 5              | Giuseppe Saronni         | Francesco Moser    | Giuseppe Saronni   | neuděleno          | ?                     | Famcucine-Campagnolo |
| 6              | Giuseppe Saronni         | Giuseppe Saronni   | Giuseppe Saronni   | neuděleno          | ?                     | Famcucine-Campagnolo |
| 7              | Palmiro Masciarelli      | Giuseppe Saronni   | Giuseppe Saronni   | Beat Breu          | ?                     | Famcucine-Campagnolo |
| 8              | Moreno Argentin          | Giuseppe Saronni   | Giuseppe Saronni   | Bruno Wolfer       | ?                     | Famcucine-Campagnolo |
| 9              | Serge Parsani            | Giuseppe Saronni   | Giuseppe Saronni   | Claudio Bortolotto | ?                     | Famcucine-Campagnolo |
| 10             | Gianbattista Baronchelli | Giuseppe Saronni   | Giuseppe Saronni   | Claudio Bortolotto | Giuseppe Faraca       | Bianchi-Piaggio      |
| 11             | Giovanni Renosto         | Giuseppe Saronni   | Giuseppe Saronni   | Claudio Bortolotto | Giuseppe Faraca       | Bianchi-Piaggio      |
| 12             | Moreno Argentin          | Giuseppe Saronni   | Giuseppe Saronni   | Claudio Bortolotto | Giuseppe Faraca       | Bianchi-Piaggio      |
| 13             | Knut Knudsen             | Roberto Visentini  | Giuseppe Saronni   | Claudio Bortolotto | Giuseppe Faraca       | Bianchi-Piaggio      |
| 14             | Francesco Moser          | Silvano Contini    | Giuseppe Saronni   | Claudio Bortolotto | Giuseppe Faraca       | Bianchi-Piaggio      |
| 15             | Daniel Gisiger           | Silvano Contini    | Giuseppe Saronni   | Claudio Bortolotto | Giuseppe Faraca       | Bianchi-Piaggio      |
| 16             | Claudio Torelli          | Silvano Contini    | Giuseppe Saronni   | Claudio Bortolotto | Giuseppe Faraca       | Bianchi-Piaggio      |
| 17             | Benedetto Patellaro      | Silvano Contini    | Giuseppe Saronni   | Claudio Bortolotto | Giuseppe Faraca       | Bianchi-Piaggio      |
| 18             | Miguel María Lasa        | Silvano Contini    | Giuseppe Saronni   | Claudio Bortolotto | Giuseppe Faraca       | Bianchi-Piaggio      |
| 19             | Giovanni Battaglin       | Silvano Contini    | Giuseppe Saronni   | Claudio Bortolotto | Giuseppe Faraca       | Bianchi-Piaggio      |
| 20             | Beat Breu                | Giovanni Battaglin | Giuseppe Saronni   | Claudio Bortolotto | Giuseppe Faraca       | Bianchi-Piaggio      |
| 21             | Pierino Gavazzi          | Giovanni Battaglin | Giuseppe Saronni   | Claudio Bortolotto | Giuseppe Faraca       | Bianchi-Piaggio      |
| 22             | Knut Knudsen             | Giovanni Battaglin | Giuseppe Saronni   | Claudio Bortolotto | Giuseppe Faraca       | Bianchi-Piaggio      |
| Konečné pořadí | Konečné pořadí           | Giovanni Battaglin | Giuseppe Saronni   | Claudio Bortolotto | Giuseppe Faraca       | Bianchi-Piaggio      |

## Konečné pořadí
| Legenda       | Legenda                           | Legenda                           | Legenda                           |
| ------------- | --------------------------------- | --------------------------------- | --------------------------------- |
| Pink jersey   | Označuje vítěze celkového pořadí  | Green jersey                      | Označuje vítěze vrchařské soutěže |
| Purple jersey | Označuje vítěze bodovací soutěže. | Označuje vítěze bodovací soutěže. | Označuje vítěze bodovací soutěže. |

### Celkové pořadí
| Pořadí | Jezdec                         | Tým                       | Čas          |
| ------ | ------------------------------ | ------------------------- | ------------ |
| 1      | Giovanni Battaglin (ITA)       | Inoxpran                  | 104h 50' 36" |
| 2      | Tommy Prim (SWE)               | Bianchi-Piaggio           | + 38"        |
| 3      | Giuseppe Saronni (ITA)         | Gis Gelati-Campagnolo     | + 50"        |
| 4      | Silvano Contini (ITA)          | Bianchi-Piaggio           | + 1' 59"     |
| 5      | Josef Fuchs (SUI)              | Cilo-Aufina               | + 2' 19"     |
| 6      | Roberto Visentini (ITA)        | Sammontana-Benotto        | + 5' 37"     |
| 7      | Alfio Vandi (ITA)              | Selle San Marco-Gabrielli | + 9' 32"     |
| 8      | Beat Breu (SUI)                | Cilo-Aufina               | + 10' 02"    |
| 9      | Claudio Bortolotto (ITA)       | Santini-Selle Italia      | + 10' 12"    |
| 10     | Gianbattista Baronchelli (ITA) | Bianchi-Piaggio           | + 12' 01"    |

### Bodovací soutěž
| Pořadí | Jezdec                   | Tým                   | Body |
| ------ | ------------------------ | --------------------- | ---- |
| 1      | Giuseppe Saronni (ITA)   | Gis Gelati-Campagnolo | 215  |
| 2      | Tommy Prim (SWE)         | Bianchi-Piaggio       | 133  |
| 3      | Giovanni Mantovani (ITA) | Hoonved-Bottecchia    | 127  |
| 4      | Francesco Moser (ITA)    | Famcucine-Campagnolo  | 117  |
| 5      | Silvano Contini (ITA)    | Bianchi-Piaggio       | 112  |

### Vrchařská soutěž
| Pořadí | Jezdec                     | Tým                       | Body |
| ------ | -------------------------- | ------------------------- | ---- |
| 1      | Claudio Bortolotto (ITA)   | Santini-Selle Italia      | 510  |
| 2      | Beat Breu (SUI)            | Cilo-Aufina               | 500  |
| 3      | Benedetto Patellaro (ITA)  | Hoonved-Bottecchia        | 290  |
| 4      | Giovanni Battaglin (ITA)   | Inoxpran                  | 265  |
| 5      | Leonardo Natale (ITA)      | Magniflex-Olmo            | 180  |
| 6      | Josef Fuchs (SUI)          | Cilo-Aufina               | 150  |
| 7      | Mario Noris (ITA)          | Magniflex-Olmo            | 125  |
| 8      | Guillermo De La Pena (ESP) | Gemeaz Cusin-Zor-Helios   | 120  |
| 8      | Francesco Moser (ITA)      | Famcucine-Campagnolo      | 120  |
| 10     | Alfio Vandi (ITA)          | Selle San Marco-Gabrielli | 115  |

### Soutěž mladých jezdců
| Pořadí | Jezdec                 | Tým                   | Čas          |
| ------ | ---------------------- | --------------------- | ------------ |
| 1      | Giuseppe Faraca (ITA)  | Hoonved-Bottecchia    | 105h 05' 30" |
| 2      | Alberto Minetti (ITA)  | Famcucine-Campagnolo  | + 23' 51"    |
| 3      | George Mount (USA)     | Sammontana-Benotto    | + 25' 46"    |
| 4      | Moreno Argentin (ITA)  | Sammontana-Benotto    | + 46' 12"    |
| 5      | Maurizio Piovani (ITA) | Gis Gelati-Campagnolo | + 46' 40"    |

### Soutěž Traguardi Fiat
| Pořadí | Jezdec                 | Tým                  | Body |
| ------ | ---------------------- | -------------------- | ---- |
| 1      | Paolo Rosola (ITA)     | Magniflex-Olmo       | 128  |
| 2      | Dante Morandi (ITA)    | Famcucine-Campagnolo | 70   |
| 3      | Giovanni Renosto (ITA) | Magniflex-Olmo       | 48   |
| 4      | Benny Schepmans (BEL)  | Safir-Galli-Maillard | 33   |
| 5      | Alessio Antonini (ITA) | Santini-Selle Italia | 32   |

### Soutěž týmů
| Pořadí | Tým             | Čas          |
| ------ | --------------- | ------------ |
| 1      | Bianchi-Piaggio | 313h 55' 08" |
| 2      | Cilo-Aufina     | + 25' 01"    |
| 3      | Inoxpran        | + 44' 32"    |

### Bodovací soutěž týmů
| Pořadí | Tým                  | Body |
| ------ | -------------------- | ---- |
| 1      | Bianchi-Piaggio      | 189  |
| 2      | Famcucine-Campagnolo | 137  |
| 3      | Hoonved-Bottecchia   | 129  |